# Мила (песма)
Мила је песма српског певача Принца. Објављена је 27. јануара 2025. године. Ово је победничка песма фестивала Песма за Евровизију ’25, на коме се бирао представник Србије на Песми Евровизије 2025, која ће бити одржана у Базелу.

## Песма за Евровизију ’25
Принц је у финалу  фестивала ПЗЕ ’25, одржаном 28. фебруара, победу однео са 10 гласова од жирија и 8 гласова од публике. То је било његово друго учешће на фестивалу — године 2023. заузео је друго место, при чему је добио највише гласова публике.